# 白市镇 (天柱县)
白市镇，是中华人民共和国贵州省黔东南苗族侗族自治州天柱县下辖的一个乡镇级行政单位。

## 行政区划
白市镇下辖以下地区：
白市社区、白市村、窑上村、坪内村、干柴冲村、新舟村、地样村、改内村、炉坡村、中寨村、对江村、小沟溪村、三间桥村、北岭村、坡头村、大沟溪村、民建村、阳山村、兴旺村、双河村、等口村、主山冲村和岩坳村。